# Municipio de Liberty (condado de Crawford, Misuri)
El municipio de Liberty (en inglés: Liberty Township) es un municipio ubicado en el condado de Crawford en el estado estadounidense de Misuri. En el año 2010 tenía una población de 1777 habitantes y una densidad poblacional de 7,62 personas por km².

## Geografía
El municipio de Liberty se encuentra ubicado en las coordenadas 38°3′15″N 91°11′11″O / 38.05417, -91.18639. Según la Oficina del Censo de los Estados Unidos, el municipio tiene una superficie total de 233.07 km², de la cual 232,72 km² corresponden a tierra firme y (0,15 %) 0,34 km² es agua.

## Demografía
Según el censo de 2010, había 1777 personas residiendo en el municipio de Liberty. La densidad de población era de 7,62 hab./km². De los 1777 habitantes, el municipio de Liberty estaba compuesto por el 97,13 % blancos, el 0,11 % eran afroamericanos, el 0,96 % eran amerindios, el 0,17 % eran asiáticos, el 0,06 % eran isleños del Pacífico y el 1,58 % eran de una mezcla de razas. Del total de la población el 0,51 % eran hispanos o latinos de cualquier raza.